# Juniperus brevifolia
Juniperus brevifolia là một loài thực vật hạt trần trong họ Cupressaceae. Loài này được Seub. Antoine mô tả khoa học đầu tiên năm 1857.